# Historia de Nuevo México

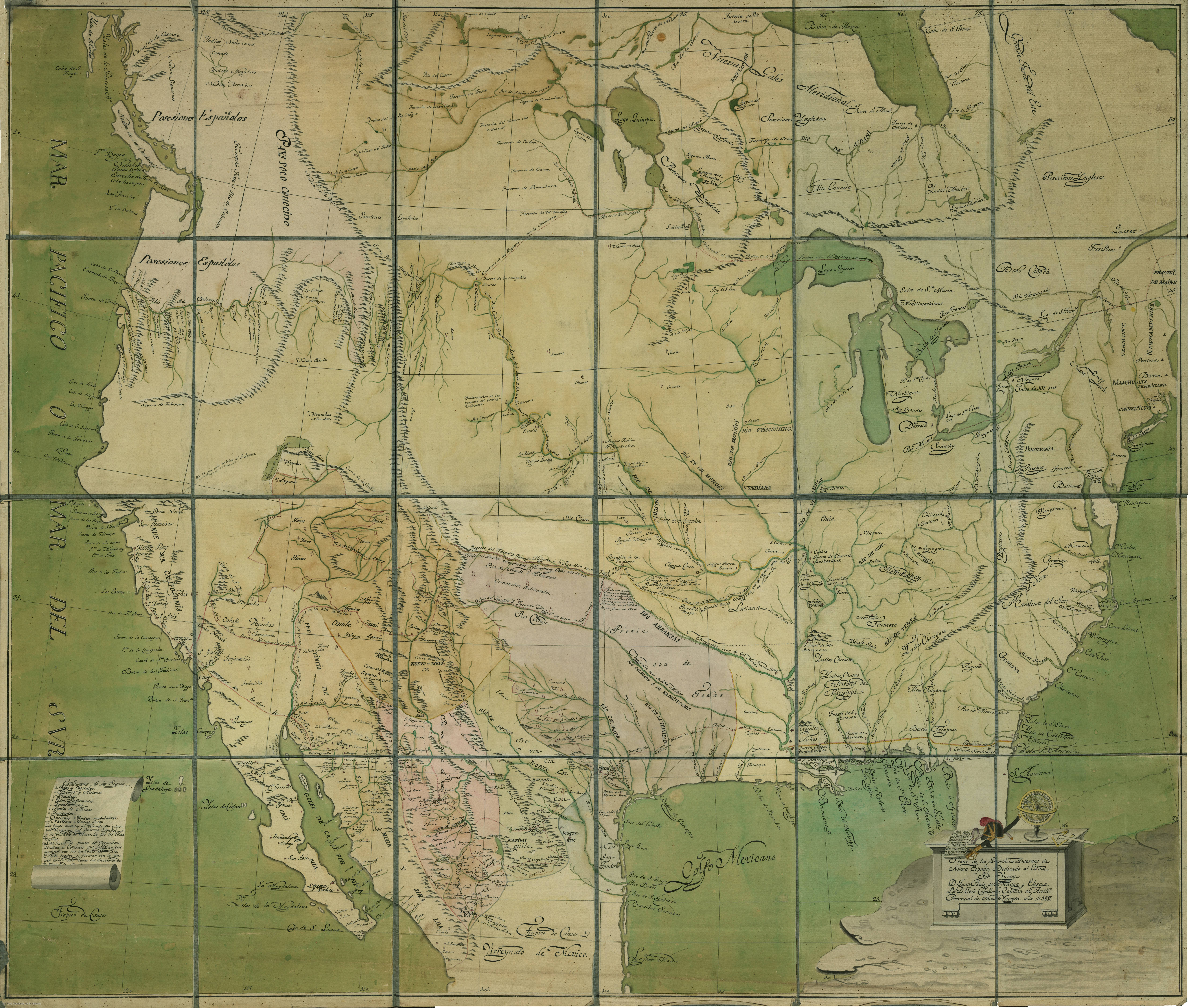
Mapa español de 1817 que muestra la provincia de Nuevo México, en el virreinato de Nueva España.

La historia de Nuevo México fue escrita por primera vez cuando los españoles se encontraron con los nativos de Nuevo México cuando exploraban el área en el siglo XVI. Desde esa fecha, el territorio pasa a estar bajo control de España, México y los Estados Unidos, respectivamente.

## Era prehispánica

### Asentamientos nativos
La ocupación de Nuevo México por seres humanos se remonta a hace 10000 años, donde se han encontrado restos de campamentos y herramientas de piedra. Tras la invención de la agricultura la tierra fue habitada por las antiguas gentes de Pueblo las cuales construyeron casas de piedra y adobe. Estas gentes tuvieron su edad dorada alrededor del siglo XI, pero el clima cambió y por lo tanto también lo hicieron sus hábitos, evolucionando al Pueblo que encontraron los españoles en el siglo XVI.

### Pueblos
Ruinas prehistóricas demuestran la presencia de los nativos de Pueblo en Santa Fe. Las cuevas en la sierra de Sandía, cerca de Albuquerque contienen objetos de los habitantes más antiguos del Nuevo Mundo.
Los españoles encontraron restos de la civilización de Pueblo y de los navajos en la centuria de 1500. Cabeza de Vaca en 1535, uno de los cuatro supervivientes de la expedición de 1527 de Pánfilo de Narváez, escuchó decir a los Indios hablar sobre ciudades fabulosas en algún lugar de Nuevo México. Marcos de Niza identificó esos rumores con las siete ciudades...

### Apaches o navajos
En Nuevo México también habitaban tribus como los apaches, también llamados navajos, no eran tribus unidas sino, asociadas en tribus independientes unas de otras. Documentos de los españoles hablan de diferentes tribus con diferentes nombres desde 1500 hasta 1800.
Algunos expertos estiman que apaches seminómadas estaban establecidos en Nuevo México desde el 1200. Documentos españoles indican haber comerciado con Pueblos y algunas tribus participaron en la Revuelta contra los españoles en los años 1680. A principios del siglo XVIII los españoles construyeron una serie de 25 fuertes para protegerse de los ataques continuos de los indios.

## Período colonial

### Exploración y colonización española

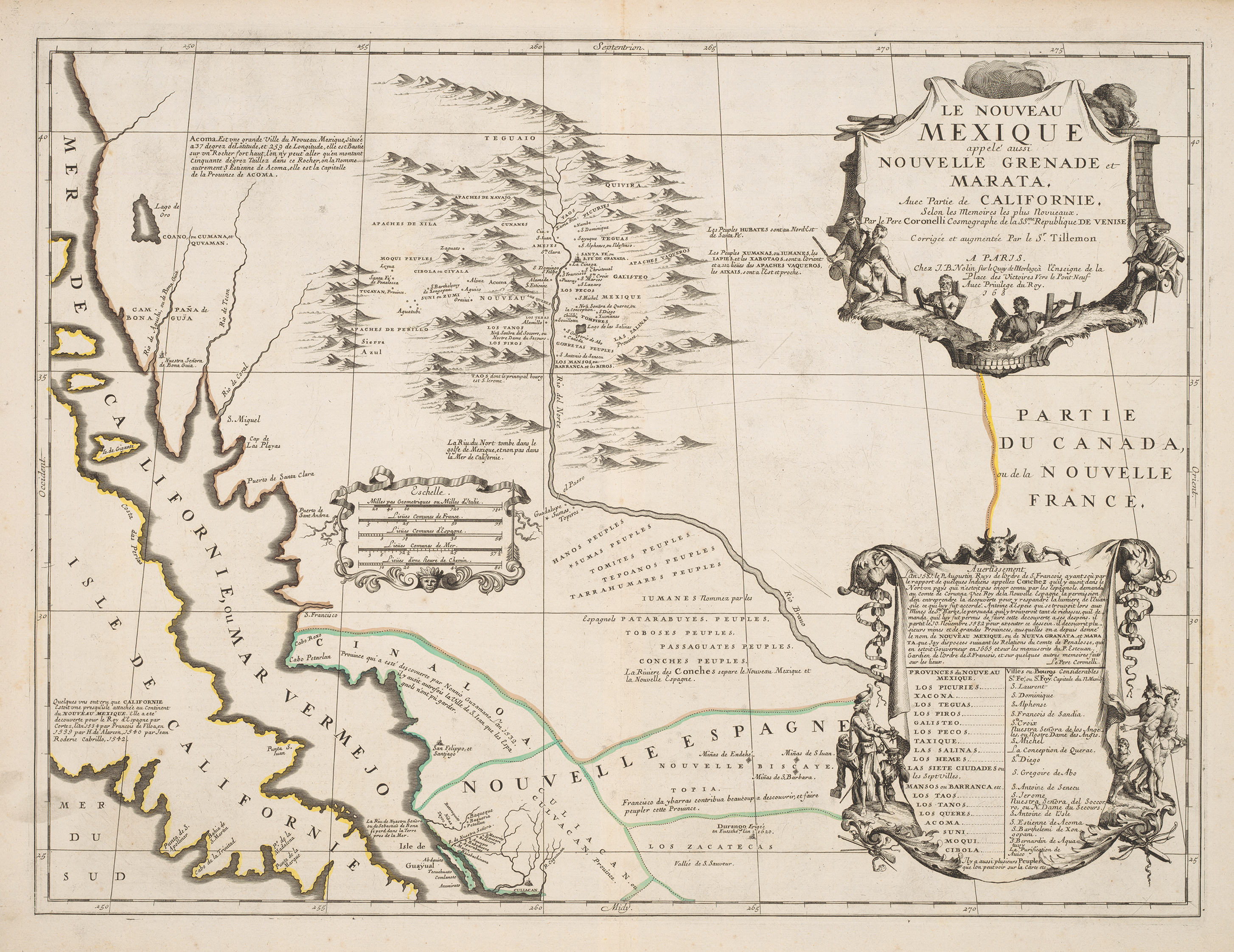
Mapa de Nuevo México, 1687

Francisco Vázquez de Coronado se embarcó en una gran expedición desde Compostela, México en 1540-1542 para explorar y encontrar las míticas Siete ciudades de Cíbola descritas por Cabeza de Vaca que había llegado 8 años atrás viajando desde Florida a México. Cabeza de Vaca y tres compañeros fueron los supervivientes de la expedición de 1527 de Pánfilo de Narváez perdiendo 80 caballos y el resto de exploradores.
A fines del siglo XVIII, cuando existía la inmensa Luisiana española, Pedro Vial, explorador francés aunque naturalizado español, inauguró el célebre y estratégico Camino de Santa Fe que unía por tierra a Santa Fe del Yunque con San Luis de Illinues (hoy San Luis (Misuri)).
A fines de siglo XVIII e inicios de s XIX se destacó el gobierno del español Facundo Melgares quien además de explorar zonas disputadas (especialmente gran parte de la que había sido la Luisiana española) realizó un gobierno ordenado pese a las graves tensiones políticas y militares de esa época. El mismo Facundo melgares se mantuvo como primer gobernador de la provincia mexicana (en sus inicios las divisiones territoriales del Imperio Mexicano eran llamadas generalmente provincias) de Nuevo México, siempre teniendo por capital a Santa Fe del Yunque.
En 1825 el gobernador de Nuevo México, Bartolomé Baca, encargó al comerciante Manuel Escudero de Chihuahua que negociara en Washington la apertura de las fronteras estadounidenses a los comerciantes de México. A partir de 1826, prominentes familias aristocráticas de nuevomexicanos, como los Chávez, Armijo, Perea y Otero entraron en el negocio del comercio a lo largo del camino, de modo que en 1843, los comerciantes procedentes de Nuevo México y Chihuahua ya eran mayoría entre los que participaban en el tráfico de bienes por el camino de Santa Fe.
En 1835 la Ciudad de México había enviado a Albino Pérez para gobernar el departamento de Nuevo México como Jefe Político y como comandante militar. La República de Texas reclamaba Santa Fe como parte del territorio al norte y al este del río Grande reivindicado tanto por México como por Texas después de su secesión de México en 1836. En 1837 las fuerzas de Río Arriba (la parte superior del río Bravo /río Grande, es decir, el norte de Nuevo México) se rebelaron contra la forma en que Pérez aplicaba la reciente constitución mexicana, con nuevas leyes de impuestos que gravaban el comercio y el entretenimiento en Santa Fe, y las grandes concesiones de tierras de Nuevo México a los mexicanos ricos. Los novomexicanos habían llegado a apreciar las libertades relativas que suponía vivir en la frontera, en una región muy remota y alejada de la Ciudad de México. Los rebeldes derrotaron y ejecutaron al gobernador Albino Pérez, pero más tarde fueron expulsados por las fuerzas de Río Abajo (la parte baja del río Grande, o el sur de Nuevo México), dirigidas por el designado nuevo gobernador, Manuel Armijo (ca. 1793–1853).
En 1841, una pequeña expedición militar y de comercio partió desde Austin (Texas) representando a la República de Texas y a su presidente Mirabeau B. Lamar. Su objetivo era convencer a la gente de Santa Fe y de Nuevo México para que cediese el control sobre el territorio en disputa con México, y el comercio asociado del Camino de Santa Fe. Teniendo conocimiento de los recientes disturbios políticos, creían que podrían ser bien recibidos por la facción rebelde en Nuevo México. Conocida como Expedición Texas Santa Fe (Texas Santa Fe Expedition), los texanos encontraron muchas dificultades y fueron capturados posteriormente por el ejército mexicano del gobernador Armijo en medio de unas negociaciones poco honestas. Posteriormente fueron sometidos a malos tratos y privaciones durante la marcha obligada y tortuosa a la Ciudad de México, para ser juzgados y encarcelados.
En 1842 el coronel William A. Christy escribió al presidente de Texas, Sam Houston, solicitando apoyo para un plan de Charles Warfield  para reclutar fuerzas para derrocar a las provincias mexicanas de Nuevo México y de Chihuahua y devolver la mitad de los expolios de la República de Texas. Houston aceptó, con la condición de que la operación se llevase a cabo bajo el más estricto secreto. Charles fue nombrado coronel y trató de reclutar voluntarios en Texas, San Luis (Misuri) , y en las Montañas Rocosas meridionales por una Expedición Warfield. Reclutó a John McDaniel y a un pequeño grupo de hombres en la vecindad inmediata de St. Louis, dando a McDaniel el rango de capitán de Texas. Después de que Charles se dirigiese hacia las montañas Rocosas con un compañero, McDaniel llevó a cabo un robo en abril de 1843 (en el actual condado de Rice, Kansas)  de una caravana comercial poco protegida, que acabó con el asesinato de su líder Antonio José Chávez, el hijo de un antiguo gobernador de Nuevo México, Francisco Xavier Chávez. Se informó que Warfield estaba al tanto del crimen, que más tarde dio lugar a la ejecución de McDaniel y un cómplice, y el encarcelamiento de los participantes a quien las autoridades estadounidenses pudieron capturar. Los medios de comunicación informaron que los estadounidenses y los mexicanos estaban indignados por el crimen. Los comerciantes locales y ciudadanos de Estados Unidos establecidos a finales del Camino de Santa Fe exigieron justicia y el retorno del comercio estable del que dependía su economía creciente.
Tras el asesinato de Chávez, Warfield comenzó a realizar unas limitadas hostilidades militares utilizando reclutas de las Rocosas meridionales. Hizo un ataque no provocado contra las tropas mexicanas fuera de Mora, Nuevo México, dejando cinco muertos. Los caballos de Warfield se perdieron en Wagon Mound por el esfuerzo de las fuerzas mexicanas que les perseguían, y después de llegar a Bent's Fort a pie, los hombres de Warfield se disolvieron. En febrero de 1843, el coronel Jacob Snively había recibido el encargo de interceptar las caravanas mexicanas a lo largo del Camino de Santa Fe, similar a la misión recibida por Warfield el año anterior. Después de la desbandada de los voluntarios bajo su mando, Warfield encontró y reunió a 190 hombre de Texas, el «Batallón de Invencibles» ("Battalion of Invincibles"), bajo el mando de Snively. El gobernador de Nuevo México Manuel Armijo  dirigió a las tropas mexicanas desde Santa Fe para proteger a las caravanas entrantes, pero después de que los Invencibles fueran exterminadas por una partida de avanzada dirigida por el capitán Ventura Lovato, el gobernador se retiró. Después de esta batalla, la fuerza de Snively se redujo a poco más de 100 hombres por renuncias. El plan de la Expedición Snively era saquear las caravanas mercantes mexicanas en el territorio reclamado por Texas, en represalia por las últimas ejecuciones de texanos e invasiones mexicanas, pero fue rápidamente detenido y desarmado por tropas de reconocimiento de los Estados Unidos. El capitán Philip St. George Cooke permitió a los Invencibles regresar a Texas después de desarmarlos.